# Michael O'Hare
Robert Michael O'Hare, Jr. (6. května 1952 Chicago, Illinois – 28. září 2012) byl americký herec.

## Životopis
Navštěvoval Harvardovu univerzitu, kde se zaměřil na anglickou literaturu, a studoval drama na Juilliard School. V televizi se poprvé objevil v roce 1976 v minisérii The Adams Chronicles, během 70., 80. a 90. let hrál epizodní role v různých seriálech či televizních filmech včetně sitcomu Kate & Allie či seriálů The Equalizer, Tales from the Darkside, Právo v Los Angeles a Právo a pořádek. Během této doby hrál též v divadlech, jeho asi nejúspěšnější rolí je plukovník Jessup v původní verzi broadwayské inscenace A Few Good Men v letech 1989–1991.
V roce 1993 se objevil v televizním sci-fi snímku Babylon 5: Vesmírný sumit, kde ztvárnil postavu komandéra Jeffreyho Sinclaira, velitele vesmírné stanice Babylon 5. Tento pilotní snímek vedl k seriálu Babylon 5 s O'Harem coby Sinclairem jako jednou z hlavních postav v rámci první sezóny (1994). Poté hostoval ještě v jedné epizodě druhé řady („Příchod Stínů“) a ve dvojepizodě „War Without End“ třetí sezóny seriálu. V navazujícím televizním filmu Babylon 5: Na počátku (1998) byly využity pouze jeho archivní záběry.
Dne 23. září 2012 upadl po prodělaném infarktu myokardu do kómatu, ve kterém zůstal až do své smrti 28. září 2012.
Na Phoenix Comiconu v květnu 2013 uvedl J. Michael Straczynski, tvůrce Babylonu 5 a hercův přítel, že O'Hare trpěl duševní poruchou a následkem toho bludy a paranoiou, což bylo skutečným důvodem jeho odchodu z Babylonu 5 po první sezóně a praktickým koncem jeho herecké kariéry.